# Gauripur
Gauripur (en bengali : গৌরীপুর) est une upazila du Bangladesh dans le district de Mymensingh. En 1991, on y dénombrait 247 945 habitants.